# 川畑遥奈
川畑 遥奈（かわばた はるな、2001年2月8日 - ）は、日本の女子バレーボール選手である。

## 来歴
岐阜県出身。
京都橘高等学校を経て、2019年に東海大学に進学。リベロとしてチームに貢献し、多くの大会でベストリベロ賞などを受賞した。特に4年時には、第70回黒鷲旗大会で大学勢初となる4強入りの快挙を達成し、関東1部リーグ春・秋、東日本大学選手権大会（東日本インカレ）、全日本大学選手権大会（全日本インカレ）の4冠を達成した。最後の全日本インカレは連覇となった。2022/23シーズン、V.LEAGUE DIVISION1 WOMEN（V1女子）に所属するデンソーエアリービーズの内定選手となった。内定選手としてV1女子の試合に出場し、Vリーグデビューを果たした。
2023年、大学卒業後に、デンソーエアリービーズに入団した。
2023年、FISUワールドユニバーシティゲームズ（2021成都）のユニバーシアード日本代表に選出。銀メダルを獲得した。
2025年、日本代表登録メンバーに初選出された。

## 球歴
- ユニバーシアード日本代表（2023年）
- 日本代表（2025年）
  - ネーションズリーグ - 2025年

## 所属チーム
- 岐阜市立梅林中学校（2013-2016年）
- 京都橘高等学校（2016-2019年）
- 東海大学（2019-2023年）
- デンソーエアリービーズ（2023年-）

## 受賞歴
- 2019年 - 関東大学秋季リーグ サーブレシーブ賞
- 2021年 - 全日本大学選手権大会 ベストリベロ
- 2022年 - 関東大学春季リーグ サーブレシーブ賞、リベロ賞
- 2022年 - 東日本大学選手権大会 リベロ賞
- 2022年 - 関東大学秋季リーグ サーブレシーブ賞、リベロ賞
- 2022年 - 全日本大学選手権大会 ベストリベロ
- 2025年 - 2024-25 SV.LEAGUE WOMEN トップサーブレシーバー・ベストリベロ